# Carme Forcadell
Maria Carme Forcadell i Lluís (Xerta, Tarragona, Catalunha 29 de maio de 1955) é uma política, filóloga, professora e ativista política espanhola. Foi presidente do Parlamento da Catalunha de 26 de outubro de 2015 até 17 de janeiro de 2018, sendo sucedida por Roger Torrent. É membro fundador da Plataforma per la Llengua, desde 1993, e membro do executivo e vocal da junta de Òmnium Cultural de Sabadell. Presidiu desde a sua fundação, entre abril de 2011 até maio de 2015, a Assemblea Nacional Catalana, organização que reclama a independência da Catalunha.

## Biografia
Filha de uma família humilde, nasceu em Xerta, e com 18 anos mudou-se para Sabadell, aonde vive atualmente. Estudou na Universidade Autônoma de Barcelona e se licenciou em Filosofia e em Ciencias da Informação, e possui um master em Filologia catalã pela mesma universidade. Em 1979, trabalhou como jornalista do programa Giravolt da TVE. Catedrática de ensino secundário, trabalhou como assessora de língua e coesão social (LIC) no Departamento de Educação da Generalitat da Catalunha, entre 1985 e 2015. Lá, exerceu função de coordenadora de normalização linguística do Serviço de Ensino do Catalão , desde 1992, e desde 2004 assessora de língua, interculturalidade e coesão social. É autora de livros sobre pedagogia, língua e literatura, e de um dicionário. Colaborou em vários meios de comunicação com publicações sobre planificação linguística, língua e identidade.

### Trajetória política
É militante do partido Esquerda Republicana da Catalunha e foi regidora desta formação na Prefeitura de Sabadell, de 2003 a 2007, cargo que não pode renovar ao não conseguir encabeçar a lista nas eleições municipais.
Em 22 de abril de 2012, os membros do Secretariado Nacional da Assemblea Nacional Catalana vão eleger Forcadell como presidenta da ANC. Acompanharam-na Carles Castellanos como vice-presidente e Jordi Martínez como secretário. No mesmo ano, vai coordenar a marcha pela independência da Catalunha e, como presidenta da ANC, foi uma das vozes da organização na manifestação "Catalunha, novo Estado da Europa" e na Via Catalana. Em 17 de maio de 2014, vai ser reeleita presidenta da ANC com 97% dos votos de seus membros. Neste mesmo ano, foi ganhadora do Prêmio Joan Blanca, na cidade de Perpignan, que reconhece o compromisso em defesa da cultura e da identidade catalã.
Forcadell ocupou o segundo lugar da lista da coligação Juntos pelo Sim, lista unitária soberanista pactada entre Convergência Democrática da Catalunha e a Esquerda Republicana da Catalunha para as eleições autonômicas catalãs de 27 de setembro de 2015, a qual encabeçou Raül Romeva.

### Presidente do Parlamento da Catalunha
Carme Forcadell foi eleita na província de Barcelona para formar parte do Parlamento da Catalunha, juntamente com trinta e um dos seus colegas da lista do Juntos pelo Sim, em 27 de setembro de 2015. Em 26 de outubro de 2015, foi eleita presidente do Parlamento, com 77 votos a favor, 56 em branco e um nulo, em uma votação que não foi possível votar contra. Ela pronunciou um discurso de inauguração partidário que terminou ao proclamar: "Viva o povo soberano! Viva a República da Catalunha!". Na sequência deste discurso, Juntos pelo Sim e CUP chegaram a um acordo, e publicaram uma proposta de resolução declarando "o início de um processo de criação do Estado catalão independente sob a forma de uma república".
Em 6 de setembro de 2017, após uma sessão parlamentária agitada, a maioria do Parlamento da Catalunha, composta dos grupos Juntos pelo Sim e Candidatura de Unidade Popular (CUP), aprovaram uma lei sobre a realização de um referendo sobre a independência da Catalunha, prevista para o dia 1 de outubro. No dia seguinte, esta lei sobre a realização do referendo é suspensa pelo Tribunal Constitucional da Espanha. O Parlamento da Catalunha adota, no mesmo dia, e com a mesma maioria (71 votos sobre 135) a lei de transitoriedade (Ley de transitoriedad jurídica y fundacional de la República) que previa a organização da Catalunha caso o "sim" ganhasse no referendo convocado.
Em 8 de Setembro, o Ministério Público da Catalunha apresentou uma queixa contra os membros do governo de Carles Puigdemont e os membros da Mesa do Parlamento da Catalunha, presidida por Carme Forcadell, perante o Tribunal Superior de Justiça da Catalunha, por razões de prevaricação e desobediência, bem como apropriação indevida de capital público.
No dia 1 de outubro de 2017, foi realizado o referido referendo na Catalunha com a seguinte pergunta: "Quer que a Catalunha seja um estado independente em forma de república?". O objetivo era saber, se era de interesse da população que a região se tornasse independente. Após a contagem de votos, o resultado foi de 90% de votos de favoráveis, mas com participação de apenas 42% dos eleitores habilitados.
Em 27 de outubro, o Parlamento catalão valida a declaração de independência. Após a aprovação, pelo Senado espanhol, da aplicação do artigo 155 da Constituição espanhola, Mariano Rajoy, presidente do governo da Espanha, dissolve a Câmara Catalã e anuncia a realização de eleições regionais para 21 de dezembro de 2017. Ela continuou a ser presidente do Parlamento da Catalunha de forma simbólica até a eleição de seu sucessor. Após as eleições de 21 de dezembro de 2017, foi novamente eleita como deputada pela província de Barcelona. No entanto, decidiu não ser candidata à presidência do Parlamento, que acabou sendo repassada para Roger Torrent, em 17 de janeiro de 2018.